# Уриг, Мишель
Мишель «Мими» Уриг (нем. Michelle Uhrig; род. 20 января 1996 года, Берлин, Германия) — немецкая конькобежка. Призёр чемпионата Европы по конькобежному спорту 2018 года. Дебютантка зимних Олимпийских игр 2018 года.

## Биография
Мишель Уриг родилась в Берлине. С 8-летнего возраста занималась фигурным катанием и хоккеем на льду. В 11-летнем возрасте тренеры клуба «Berliner TSC e.V», отметив её способности, предложили Уриг заняться конькобежным спортом. В своём клубе тренируется под руководством Уве Хюттенрауха (нем. Uwe Hüttenrauch), а в национальной сборной — Яна ван Вена (нидерл. Jan van Veen). Получает образование в Федеральной спортивной школе полиции в городе Бад-Эндорф.
Первую медаль на соревновании международного уровня Уриг выиграла во время чемпионата Европы по конькобежному спорту 2018 года в российском городе — Коломна. Её команда в командной гонке с результатом 3:05.03 выиграла бронзовые медали, уступив первенство соперницам из России (3:01.88 — 2-е место) и Нидерландов (2:59.34 — 1-е место).
На Олимпийских играх 2018 Уриг была заявлена для участия в забеге на 1000 и 2400 м. 14 февраля 2018 года она завершила свой забег на 1000 м с результатом 1:20.81 (+7.25). В общем итоге она заняла 31-ю позицию. 19 февраля 2018 года Уриг в составе немецкой команды завершила командную гонку преследования на 2400 м в четвертьфинале с результатом 3:04.67. В общем итоге немки заняли 6-ю позицию.